# Шина
Вижте пояснителната страница за други значения на Шина.
Шина (на шведски: Kinna) е град в югозападната част на Швеция, лен Вестра Йоталанд. Главен административен център на община Марк. Разположен е около река Вискан. Намира се на около 380 km на югозапад от столицата Стокхолм и на около 70 km на югоизток от центъра на лена Гьотеборг. Има жп гара. Населението на града е 14 776 жители според данни от преброяването през 2010 г.